# 結城恭介
結城 恭介（ゆうき きょうすけ、1964年12月28日-　）は、日本の小説家。

## 来歴
千葉市生まれ。弘前大学教育学部中退。1983年『美琴姫様騒動始末』で、再開第1回小説新潮新人賞を受賞。単行本はSFとミステリに大別できるが、そのどちらも（こんにちの）ライトノベル的なものが多く、アニメ化された作品とアニメのノヴェライズ作品もそれぞれある。
1995年から2007年にかけて個人ホームページ「深夜のお茶会」を主催、2016年6月からは「深夜のお茶会いまさら」と改名してリスタートしている。

## 著書
- 美琴姫様騒動始末 新潮社 1985.10  のち文庫
- 花のジャンスカ同盟 恋の告白代理店 祥伝社 1986.7 (ノン・ポシェット)
- 雪の弘前殺人事件 花のジャンスカ同盟2 祥伝社 1986.11 (ノン・ポシェット)
- 「哀愁の親分」殺人事件 花のジャンスカ同盟3 祥伝社 1987.5 (ノン・ポシェット)
- 奴の名はゴールド 遠山桜宇宙帖 徳間書店 1987.7 (アニメージュ文庫)
- 理姫 Yurihime 徳間書店 1989.8 (アニメージュ文庫)
- 機動戦士ガンダム0080 ポケットの中の戦争 1989.11 (角川文庫)
- ヴァージンナイト・オルレアン 1-3 1991 (角川文庫)
- 殺人投影図 祥伝社 1994.4 (Non novel)
- コール 祥伝社 1995.11 (Non novel)
- 朝刊暮死 祥伝社 1997.10 (Non novel)